# Ruvuma (région)
Pour l’article homonyme, voir Ruvuma.
Ruvuma est une région du Sud de la Tanzanie. Située à l'écart des grands axes, elle est très étendue mais peu densément peuplée. Elle est bordée au sud par la frontière mozambicaine, marquée la plupart du temps par le fleuve Ruvuma et à l'ouest par le lac Malawi.

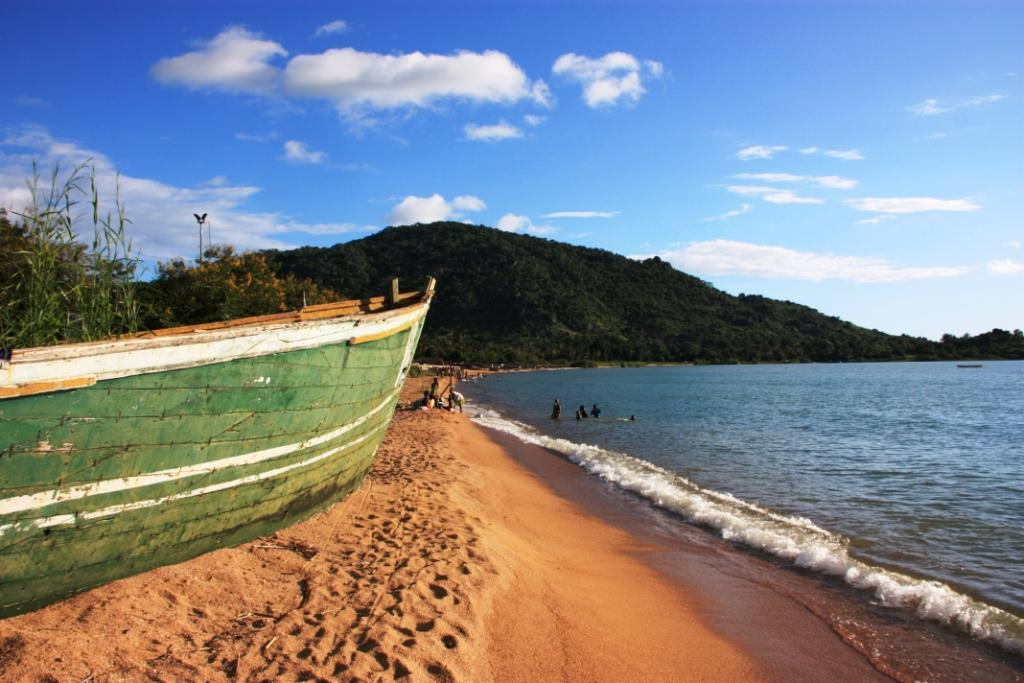
Vue sur la rive du lac Nyasa à Mbamba Bay Tanzanie